# Didemnum inveteratum
Didemnum inveteratum är en sjöpungsart som beskrevs av Kott 200. Didemnum inveteratum ingår i släktet Didemnum och familjen Didemnidae. Inga underarter finns listade i Catalogue of Life.